# Tahuata
Tahuata – wyspa w archipelagu Markizów na obszarze Polinezji Francuskiej.

## Podstawowe dane

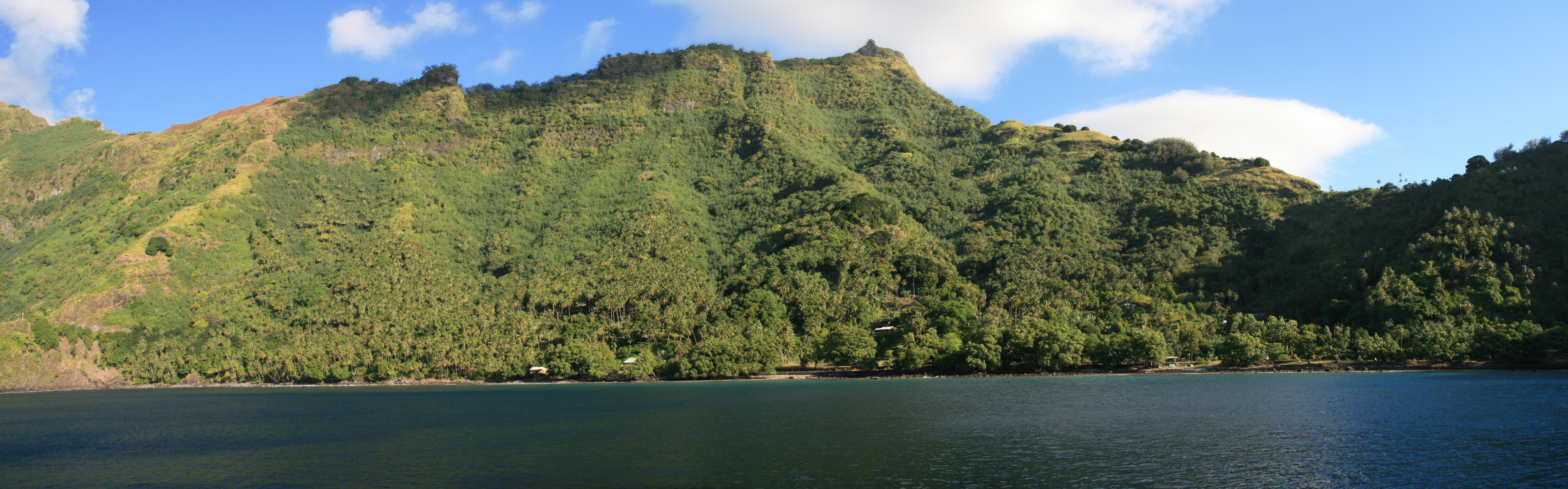
Zatoka Hapatoni

- Powierzchnia wyspy – 69 km²[2]
- Główna miejscowość wyspy – Vaitahu
- Najwyższe wzniesienie wyspy – szczyt Mont Tumu Meae Ufa o wysokości 1050 m n.p.m.[2]